# Walter Heitler
Walter Heinrich Heitler, född 2 januari 1904, död 15 november 1981, var en tysk fysiker som bidrog till forskningen om kvantelektrodynamik och kvantfältteori och erhöll Max Planck-medaljen 1968.